# Air Long
Air Long is een bestuurslaag in het regentschap Kaur van de provincie Bengkulu, Indonesië. Air Long telt 336 inwoners (volkstelling 2010).